# Grunge Is Dead: The Oral History of Seattle Rock Music
Grunge Is Dead: The Oral History of Seattle Rock Music − książka autorstwa Grega Prato, recenzenta znanego między innymi z encyklopedii internetowej AllMusic (AMG). Wydawnictwo jest szczegółowym opisem powstania i rozwoju nurtu muzycznego i subkultury grunge’owej, wywodzącej się z Seattle w stanie Waszyngton i okolic miasta, która powstała w drugiej połowie lat 80. XX wieku i ewaluowała do szczytów popularności w pierwszej połowie lat 90.

## Treść
Książka autorstwa Grega Prato jest zbiorem ponad 130 wywiadów, wypowiedzi oraz opisów fenomenu rozwoju subkultury grunge’owej, jakie na przestrzeni trzech lat zgromadził autor. W swej 478-stronicowej książce Prato przedstawił chronologiczny zbiór zdarzeń, począwszy od lat 60. XX wieku, które w wyniku tworzącego się łańcucha doprowadziły do powstania i uformowania się grunge’u, nazywanego potocznie „brzmieniem Seattle” (ang. Seattle Sound). Autor opisał także fenomen czterech głównych zespołów, mających znaczny wpływ na rozwój i ukształtowanie się muzyki z Seattle − Alice in Chains, Nirvany, Pearl Jamu i Soundgarden. Wydawnictwo zawiera również wiele informacji na temat pokrewnych gatunków i ruchów, takich jak riot grrrl, czy zespołów mniej znanych, lecz mających istotny wpływ w rozwój i ukształtowanie się grunge’u – The Melvins, Mother Love Bone, Mudhoney i Screaming Trees.
Książka oferuje także szereg wywiadów przeprowadzonych z członkami zespołów wywodzących się z Seattle i okolic. Wśród rozmówców znaleźli się między innymi Chris Cornell, Courtney Love, Eddie Vedder, Jeff Ament, Jerry Cantrell, Krist Novoselic i Kim Thayil. Ponadto w książce znajduje się zapis pierwszego wywiadu, jakiego udzielił frontman Pearl Jam, Eddie Vedder i wyznanie matki Layne’a Staleya na temat narkotyków i przedwczesnej śmierci wokalisty. Książka przedstawia również opisy tras koncertowych (między innymi wspólne tournée Guns N’ Roses i Soundgarden, będące zestawieniem zupełnych przeciwieństw muzycznych, czy opis trasy Clash of the Titans, gdzie Alice in Chains występowali jako support przed zespołami thrashmetalowymi − Anthraxem, Megadeth oraz Slayerem). Prato porusza również wątek śmierci wokalisty Nirvany, Kurta Cobaina.